# Calamus metzianus
Calamus metzianus là loài thực vật có hoa thuộc họ Arecaceae. Loài này được Schltdl. mô tả khoa học đầu tiên năm 1855.